# Braathens
Braathens este o companie de aviație norvegiană. Original o companie de aviație internațională, Braathens a pierdut licența în 1951. Braathens fost cumpărat de Scandinavian Airlines în 2001 și oferă servicii de aviație internă în Norvegia. În 2004, numele se schimbă în SAS Braathens, reflectând alianța cu Scandinavian Airlines.